# Pirates de Catalunya
|  | Per a altres significats, vegeu «Partit Pirata». |

Pirates de Catalunya (les sigles del qual són PIRATES.CAT) és un partit polític català fundat l'any 2010 amb la voluntat de reformar les lleis de propietat intel·lectual i industrial, incloent-hi els drets d'autor i les patents, a més d'apostar per la democràcia directa, l'accés obert a la cultura i al coneixement i la defensa dels drets humans. El 2012 comptava amb prop de mil afiliats.

## Història
Sorgit de la iniciativa internacional iniciada pel Piratpartiet a Suècia, que s'ha estès arreu del món, l'agost de 2010 es creà aquest partit de la mà de la ciutadania i moviments socials de Catalunya. Va rebre el vistiplau del Ministeri de l'Interior d'Espanya i finalitzà el procés d'inscripció al registre de partits polítics el 4 d'octubre de 2010, tot i haver iniciat mesos abans la seva activitat política.

Originalment, s'anomenava Partit Pirata però, a causa de la semblança fonètica amb el Partit Pirata, el Ministeri de l'Interior d'Espanya va fer-los canviar de nom i d'ençà s'anomenen Pirates de Catalunya.

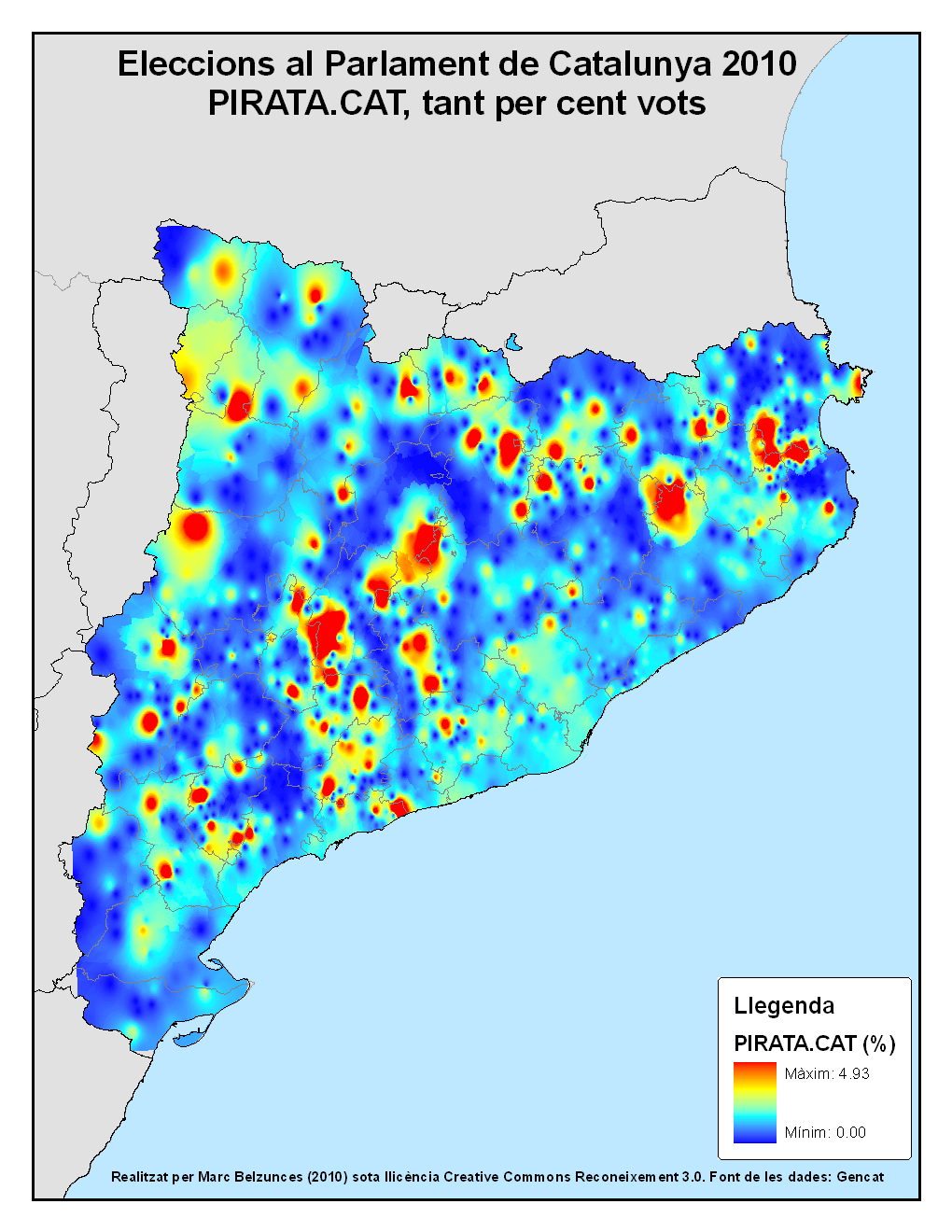
Suport en tant per cent de Pirates de Catalunya a les eleccions catalanes del 2010. En vermell les zones de major suport, en blau on el suport és menor.

Les primeres eleccions a les quals es van presentar van ser les eleccions al Parlament de Catalunya del 2010 on aconseguiren 6.489 votants, que representava un 0,21%, gràcies a una campanya centrada en la xarxa.
A les eleccions municipals de 2011 va presentar llistes pròpies a Barcelona, L'Hospitalet de Llobregat, Mataró, Lleida i Mollet del Vallès i participa amb membres a llistes d'altres partits a Reus, Tarragona, Santa Coloma de Gramenet i Sant Fruitós de Bages. Van aconseguir un regidor a Santa Coloma i un altre a Sant Fruitós.

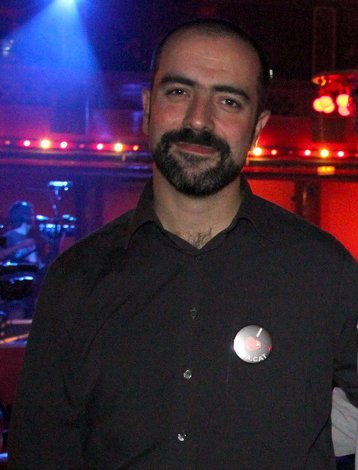
Xavier Vila i Espinosa, va ser candidat a les eleccions generals a la circumscripció de Lleida el 2011.

A les eleccions generals de 2011 va presentar llistes pròpies a Barcelona, Girona, Lleida i Tarragona, aconseguint un total de 21.771 vots, quasi triplicant els resultats de l'any anterior, a les eleccions al Parlament de Catalunya.
El 15 d'abril de 2012 va ser acceptat com a membre de ple dret a l'organització internacional Partits Pirata Internacional amb un 98% de vots a favor a l'assemblea de Praga, sent el primer Partit Pirata sense estat en ser membre ordinari.

Durant la manifestació del 14 de novembre de 2012 fou arrestat el n°21 de la llista dels Pirates per Barcelona, Francisco Garrobo, per defensar el dret a la vaga general i exercir-lo. Anteriorment fou afiliat de Ciutadans i simpatitzant d'UPyD el 2008 i el 2010 respectivament. Garrobo havia estat, anteriorment, una de les cares visibles de les protestes d'Espanya de 2011–2012, ja que s'hi havia significat pel seu unionisme; dies després s'implicà en debats sobre el reconeixement del dret d'autodeterminació del moviment dels indignats. Hui dia, però, participa activament amb Capgirem (CUP Barcelona), abanderat del feminisme, el dret d'autodeterminació i, en general, dels moviments de corrent democràtic i participatiu, malgrat la controvèrsia de fa anys. 

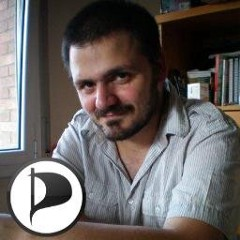
Enric Pineda, antic secretari general de Pirates de Catalunya

El 2016, Pirates de Catalunya comença a moure's políticament, canviant tota la Coordinadora Administrativa i renovant la Coordinadora General. Durant la defensa del referèndum de l'1 d'Octubre Pirates de Catalunya va copiar diverses vegades les webs per a consultar el punt de votació, la de garanties.cat entre altres webs, ja que consideraven que el tancament per part de l'Estat Espanyol era censura i no respectava la neutralitat a la xarxa. Dos integrants de Pirates, van ser citats per la Policia Nacional per interrogar-los, entre ells, el Coordinador General d'aquell moment, Enric Pineda.
El dia 8 de novembre de 2017 van acordar, en assemblea, presentar-se a les eleccions "il·legítimes" del 21 de desembre de 2017 amb un front comú amb la CUP. A partir del 3 d'agost del 2020 el partit compta amb una Coordinadora Administrativa col·legiada, formada per Omar Macías Molina, Miquel Tella Carmona, Sergi Martín Arbós, Muriel Rovira Esteva i Manel Moles Canal. A les eleccions municipals del 28 de maig de 2023 es va presentar en coalició amb la CUP amb el nom legal «Candidatura d'Unitat Popular - Alternativa Municipalista (CUP-AMUNT)».

## Resultats electorals
| Circumscripció           | Candidatura                 | Vots  | Percentatge | Regidors |
| ------------------------ | --------------------------- | ----- | ----------- | -------- |
| Barcelona                | Pirates de Catalunya        | 4.659 | 0,77%       | 0        |
| Hospitalet de Llobregat  | Pirates de Catalunya        | 837   | 0,99%       | 0        |
| Lleida                   | Pirates de Catalunya        | 360   | 0,80%       | 0        |
| Mataró                   | Pirates de Catalunya        | 530   | 1,19%       | 0        |
| Mollet del Vallès        | Pirates de Catalunya        | 144   | 0,83%       | 0        |
| Reus                     | CUP-PA                      | 1.918 | 5,11%       | 0        |
| Santa Coloma de Gramenet | Gent de Gramenet            | 2.575 | 6,65%       | 1        |
| Sant Fruitós de Bages    | Imagina't Sant Fruitós - AM | 384   | 11,66%      | 1        |
| Tarragona                | CUP-PA                      | 1.099 | 2,28%       | 0        |

| Any  | Candidatura                                | Espanya | Espanya | Espanya  | Catalunya | Catalunya |
| Any  | Candidatura                                | Vots    | %       | Diputats | Vots      | %         |
| ---- | ------------------------------------------ | ------- | ------- | -------- | --------- | --------- |
| 2014 | Confederación Pirata - European Pirates    | 38.690  | 0,25    | 0 / 54   | 11.480    | 0,46      |
| 2019 | Pirates de Catalunya - European Pirates    | 16.755  | 0,07    | 0 / 54   | 4.882     | 0,14      |
| 2024 | Pirates - Aliança Rebel - European Pirates | 14.484  | 0,08    | 0 / 61   | 6.217     | 0,26      |

| Data           | Candidatura                                   | Vots    | %    | Diputats |
| -------------- | --------------------------------------------- | ------- | ---- | -------- |
| 2011           | Pirates de Catalunya                          | 21.876  | 0,63 | 0 / 47   |
| 2019, abril    | Front Republicà                               | 113.807 | 2,74 | 0 / 48   |
| 2019, novembre | Candidatura d'Unitat Popular - Per la Ruptura | 246.971 | 6,37 | 2 / 48   |

| Any  | Candidatura                                             | Vots    | %    | Diputats |
| ---- | ------------------------------------------------------- | ------- | ---- | -------- |
| 2010 | Pirates de Catalunya                                    | 6.451   | 0,21 | 0 / 135  |
| 2012 | Pirates de Catalunya                                    | 18.219  | 0,50 | 0 / 135  |
| 2015 | Pirates de Catalunya - Per decidir-ho tot               | 327     | 0,01 | 0 / 135  |
| 2017 | Candidatura d'Unitat Popular - Crida Constituent        | 195.246 | 4,46 | 4 / 135  |
| 2021 | Candidatura d'Unitat Popular - Un nou cicle per guanyar | 189.924 | 6,68 | 9 / 135  |
| 2024 | Candidatura d'Unitat Popular - Defensem la Terra        | 127.850 | 4.09 | 4 / 135  |